# 卡罗尔县 (伊利诺伊州)
卡罗尔县（英語：Carroll County）是美國伊利諾伊州西北部的一個縣，西隔密西西比河與愛阿華州相望。面積1,206平方公里。根據美國2000年人口普查，共有人口16,674。縣治芒特卡羅爾。
成立於1839年，縣名紀念卡羅頓的查爾斯·卡羅爾（Charles Carroll of Carrollton），《美國獨立宣言》簽署者中唯一的天主教徒及最晚去世者。